# Nycteris javanica
Nycteris javanica — вид рукокрилих родини Nycteridae.

## Поширення
Країна проживання: Індонезія. Ймовірно, дуже залежний від лісу, однак, спочиває в печерах, іноді поряд з кокосовими плантаціями. Також спочиває в дуплах дерев, порожнистих деревах, водопропускних трубах невеликими групами менше п'яти особин.

## Загрози та охорона
Основними загрозами для цього виду є втрати місць проживання, у зв'язку з рубками і сільським господарством. Записаний в деяких охоронних територіях.